# Juan Interián de Ayala
Juan Interián de Ayala (Madrid, maig de 1656 - 20 d'octubre de 1730 va ser un sacerdot mercedari espanyol, escriptor, tractadista d'estètica, teòleg, predicador i catedràtic de Trilingüe a la Universitat de Salamanca.
Amb quinze anys, com estudiant d'Arts al col·legi de Santa Caterina d'Alcalá, va prendre l'hàbit mercedari i va fer els vots un any més tard, en 1673. Va estudiar Filosofia a Salamanca, on se li documenta matriculat entre 1677 i 1680. Graduat en Arts i Teologia per la Universitat de Salamanca, va romandre vinculat com a catedràtic regent de Filosofia i després en propietat de Llengües Sagrades. Als cinquanta anys va imprimir un memorial en el qual sol·licitava als seus superiors li eximissin de fer oposicions a càtedres de filosofia o teologia, considerades de més prestigi que la seva, defensant que la millor manera d'apropar-se les Sagrades Escriptures no era mitjançant sil·logismes sinó pel coneixement de les llengües originals en què estaven redactades. En el curs de la seva carrera eclesiàstica va exercir els càrrecs de rector de l'escola de la Vera Creu de Salamanca, vicari provincial de la orde dels mercedaris per Castella, predicador reial i teòleg de la Reial Junta de la Concepció.
En 1713, convocat per Juan Manuel Fernández Pacheco, marquès de Villena, va ser un dels onze fundadors de la Reial Acadèmia Espanyola, corresponent-li la redacció de la lletra k del Diccionari d'autoritats, que no va arribar a veure publicada, i, donada la seva brevetat, es va ocupar també de les equivalències llatines de les paraules i va col·laborar amb la redacció de les primeres lletres. La seva amistat amb Manuel Martí i amb Gregorio Mayans, amb els qui va mantenir correspondència epistolar i algunes trobades a Madrid, i la seva defensa de la claredat en l'exposició i d'un estil de predicació pla, allunyat del barroquisme decadent, li situen proper a l'esperit dels novatores i entre els precursors del Neoclassicisme.
La seva traducció del Catéchisme historique de Claude Fleury en dos volums, impresa a Madrid en 1718 (Catecismo histórico que contiene en compendio la Historia Sagrada y la doctrina cristiana) moltes vegades reimpresa, fins i tot en la centúria següent, li va comportar sospites de jansenisme que pesaven sobre l'autor de l'obra a causa de la seva defensa de la lectura dels textos sagrats en llengua vulgar.
De la seva obra major, segons la considerava el mateix Interián, el Pintor cristiano y erudito, va sortir una primera edició llatina impresa en el seu convent de Madrid al 1730: Pictor Christianus Eruditus. Sive de erroribus qui passim admittuntur circa pingendas, atque effingendas Sacres imaginis, havent d'esperar fins a 1782 la traducció castellana -de Luis Durán i Bastero-, impresa per Ibarra amb el títol El Pintor Christiano y erudito, o tratado de los errores que suelen cometerse frequentemente en pintar, y esculpir las imágenes sagradas. Es va fer també una traducció a l'italià, impresa en 1854, i va rebre elogis del papa Benet XIV.
La seva defensa del decor, amb la qual va sintonitzar Mayans, o el paper preponderant del teòleg sobre l'artista, manifestada en la seva elecció del llatí com a mitjà de comunicació, no serà obstacle perquè en les seves orientacions iconogràfiques i crítiques als errors i abusos comesos pels artistes en les representacions sagrades sorgeixin novetats en relació amb els anteriors tractadistes, més directament vinculats a les orientacions tridentines i a criteris devocionals, als quals Interián anteposarà una concepció més historicista i erudita.

## Obres

### Tractat
- Pictor Christianus eruditus. Sive de erroribus, qui passim admittuntur circa pingendas, atque effingendas Sacras Imagines. Matriri: Ex Typographia Conventus praefati Ordinis, 1730.
- El Pintor Christiano, y erudito, o tratado de los errores que suelen cometerse freqüentemente en pintar, y esculpir las Imágenes Sagradas. Madrid: Joachin Ibarra, 1782.
- El Pintor Cristiano y erudito o tratado de los errores que suelen cometerse frecuentemente en pintar y esculpir las Imágenes Sagradas. Barcelona: Viuda e hijos de J. Subirana, 1883.
- Istruzioni al pittor cristiano ristretto dell' opera latina di Fra Giovanni Interian de Ayala. Ferrara: Domenico Taddei, 1854.

### Sermons
- Varios sermones predicados a diversos asuntos (primera parte). Salamanca: Gregorio Ortiz Gallardo, 1703.
- Varios sermones predicados en diversas ocasiones y a diversos asuntos (segunda parte). Salamanca: Eusebio Fernández Huerta, 1720.
- Varios sermones predicados en diversas ocasiones y a diversos asuntos (primera parte). Madrid: Gregorio Hermosilla, 1722.

### Relacions d'exèquies i celebracions
- Relación de las Reales Exequias que la muy insigne Universidad de Salamanca celebró a la inmortal memoria y augusto nombre de la Serenísima Señora Reina Doña María Anna de Austria. Salamanca: Imprenta de María Estévez, 1696.
- Relación de las demostraciones de acción de gracias y regocijo que celebró la Universidad de Salamanca por el deseado y feliz nacimiento del Serenísimo Príncipe nuestro Señor Luis Primero. Salamanca: María Estévez, 1707.
- Relación de la Enfermedad, Muerte, y Exequias de la Serenísima Señora Doña María Luisa Gabriela de Saboya, Reyna de España y primera dignísima Esposa de la Magestad (que Dios guarde) de D. Felipe Quinto de este nombre….Madrid: Francisco de Villadiego, 1715.
- Relación de las Reales Exequias, que se celebraron por el Serenísimo Señor Luis XIV…, Madrid: [s/n], 1717.
- Relación de las Reales Exequias, que se celebraron por el Señor D. Luis Primero Rey de España… Madrid: Imprenta de la Música, 1725
- Relación de las exequias que la Real Academia Española celebró por el Excelentísimo señor Don Juan Manuel Fernández Pacheco, Marqués de Villena, su primer fundador y director. Madrid: Francisco del Hierro, 1725.
- Breve elogio y ceñida relación de la vida, enfermedad y muerte del serenísimo Francisco Farnesio, Primero de este nombre, y Séptimo Duque de Parma, Placencia y Castro Padre de la Reyna y de las exequias…, Madrid: Miguel de Rézola, 1728.

### Producció hagiogràfica
- Epítome de la Admirable vida, virtudes y milagros de Santa María de Cervellón, comúnmente llamada de Socos, primera religiosa del Real y Militar Orden de Nuestra Señora de la Merced. Salamanca: Eugenio Antonio García, 1695.
- Examen diligente de la verdad. Demostración histórica del estado religioso de San Pedro Pascual de Valencia, Obispo de Jaén, glorioso mártir de Cristo y Doctor ilustrísimo, Madrid: Gregorio Hermosilla, 1721.

### Discursos per la Reial Acadèmia
- Narración histórica de la conversión de San Juan Gualberto, y de una insigne acción, que fue principio de su resolución heroica (26/06/1715)
- Acción heroica, en demostración de amor conyugal, de una mujer noble española casada con Pedro Núñez de la Fuente Aljemir (03/12/1716).
- Acción generosa de rara constancia de un caballero español llamado Marcos Gutiérrez de Benavente. Elogio suyo y ponderación histórica, en que se procura dar su justo precio y estimación a algunas que parecen menudas circunstancias (09/02/1719).

### Censures
- NAVARRO DE CÉSPEDES, Manuel: Del Tractatus de Sacrosanto Trinitatis Mysterio controversiis dogmaticis. Salamanca, Gregorio Ortiz Gallardo, 1701.
- DE SILVA Y ARTEAGA, Alonso: Tardes de Quaresma, repartidas en veinte y tres tratados, que en discursos morales, explican y comentan la sagrada oración del Padre Nuestro, los cinco sentidos y los cuatro novísimos…. Salamanca, Gregorio Ortiz Gallardo, 1702.
- NAVARRO DE CÉSPEDES, Manuel: Sermón al Grande Apóstol glorioso Patrón de las Españas, Santiago Zebedeo. Salamanca, Isidro de León, 1704.
- NAVARRO DE CÉSPEDES, Manuel: Prolegomena de Angelis. Salamanca, Gregorio Ortiz Gallardo, 1708.
- ÁLVAREZ DE TOLEDO, Gabriel: Historia de la Iglesia y del mundo que contiene los sucesos desde su creación hasta el diluvio. Madrid, Joseph Rodríguez y Escobar, 1713.
- PALOMINO DE CASTRO Y VELAZCO, Antonio: El Museo Pictórico y Escala Óptica I. Teórica de la pintura. Madrid, Lucas Antonio de Bedmar, 1715.
- SUÁREZ DE RIBERA, Francisco: Cirugía metódica. Chymica reformada… Madrid, 1722
- TELLO, Diego: Vida, milagros y martyrio, del gloriosissimo Arzobispo de sevilla San Laureano. Roma, Cayetano Zenobio, 1722.
- MARTÍNEZ, Martín: Medicina Scéptica y cirugía moderna. Madrid, (s/ed), 1722.
- MARTÍ Y ZARAGOZA, Manuel: Apasterosis sive In astrum conversio. Madrid, Nicolai Rodríguez Francos, 1722.
- PALOMINO DE CASTRO Y VELAZCO, Antonio: El Museo Pictórico y Escala Óptica II. Práctica de la pintura. Madrid: Viuda de Juan García Infançon, 1724.
- MELO, Francisco Manuel de: Carta de guia de casados y avisos para palacio. Version castellana del idioma portugues dedicada al Sr Don Juan Bautista de Orendain, del Consejo de S.M. su Secretario de Estado y del Despacho Universal de Estado y Secretario de la Reyna Nuestra Señora, Madrid, Oficina de Benito Cano, 1786 (la censura es de 1724).
- LLANTIÉS, José de San Benito: Opera omnia, Madrid, Lorenzo Francisco Mojados, 1725.
- RODRÍGUEZ, Cristóbal: Bibliotheca Universal de la Polygraphia española, compuesta por D. Blas Antonio Nasarre y Ferriz, su Bibliotecario Mayor, Madrid, Antonio Marín, 1738 (la censura es de 1725).
- DE ALAMIN, Felix: Thesoro de beneficios escondidos en el Credo, y motivos que inducen y enfervorizan a agradecer y corresponder a los muchos beneficios incluidos en cada artículo…, Madrid, Lorenzo Francisco Mojados, 1727.
- SILVESTRE DEL CAMPO, Pedro: La Proserpina. Poema heroico jocoserio, Madrid, Francisco del Hierro, 1727.
- FEIJOO, Benito Jerónimo: Teatro crítico universal o discursos varios en todo genero de materias…tomo segundo, Madrid, Francisco del Hierro, 1728.

### Traduccions
- Catecismo histórico, que contiene en compendio la Historia Sagrada y la Doctrina Cristiana escrito en Francés por el muy ilustre Señor Claudio Fleuri…y traducido en español por Fr. Juan Interián de Ayala…(2 vols.). Madrid: M. Román, 1718.
- Traducción y Exposición paraphrastica del psalmo 50 en verso castellano; con una Canción a Christo Crucificado / por ... Luis de León. Madrid: Joseph Rodríguez de Escobar, 1727.

### Correspondència
- EMMANUELIS MARTINI: Epistolarum libri duodecim. Madrid: Juan de Zuñiga, 1735, pp. 230-275.
- GREGORII MAJASII: Epistolarum libri sex. Valencia: Antonio Bordazar de Artazu, 1732, pp. 106-110.

### Obra poètica
- Humaniores, atque amoeniores ad Musas excursus, sive Opuscula Poetica quae quondam lusit aut pauxit R. A. P. M. Fr. Joannes Interian de Ayala. Madrid: Ex. Typ. Conventus prefati Ordinis,1729.
- Varias poesías [Manuscrito]: Que bien parecen los pasados días / cuyos entonces ignorados bienes. [1701?]